# Bathylychnops brachyrhynchus
Bathylychnops brachyrhynchus е вид лъчеперка от семейство Opisthoproctidae.

## Разпространение и местообитание
Видът е разпространен в Бахамски острови.
Среща се на дълбочина около 1900 m, при температура на водата около 3,6 °C и соленост 35 ‰.